# Royal Philharmonic Orchestra
La Royal Philharmonic Orchestra (RPO) és una orquestra simfònica anglesa amb seu a Londres.
La RPO va ser fundada per Thomas Beecham i va oferir el seu primer concert a Croydon el 15 de setembre de 1946. Beecham va ser el director d'orquestra principal fins a la seva mort el 1961. El va seguir el llavors director assistent Rudolf Kempe, a qui se li va donar el títol de director vitalici el 1970. Posteriors directors musicals i principals han estat Antal Doráti (1975-78), Walter Weller (1980-85), André Previn (1985-92), Vladímir Aixkenazi (1987-94). Iuri Temirkànov va ser nomenat director principal el 1992, i Daniele Gatti director musical el 1996.
L'orquestra va fer una gira pels Estats Units el 1950, i es convertia així en la primera orquestra a visitar l'esmentat país després de l'Orquestra Simfònica de Londres el 1912.
A més de tocar obres del repertori clàssic, la RPO ha gravat diverses músiques per a pel·lícules, entre elles la de The Red Shoes de Michael Powell i Emeric Pressburger, Lawrence d'Arabia, Philadelphia, La missió o la saga d'El senyor dels anells. Va gravar la sèrie d'enregistraments Hooked on Classics, i també ha gravat diversos arranjaments orquestrals de música pop al costat de Pink Floyd, Queen i ABBA. Recentment, l'orquestra s'ha associat estretament amb la ràdio Classic FM. La versió oficial del tema musical de la Lliga de Campions de la UEFA va ser gravat per la RPO i el Cor de l'Academy of Saint Martin in the Fields.
El mes de novembre de 2007, la RPO va celebrar el seu 75è aniversari en un concert al Royal Festival Hall, amb la interpretació d'obres de Wagner i Berg, sota la direcció de Vladímir Iurovski.

## Directors
- Charles Dutoit (previst a partir de la temporada 2009-2010)
- Daniele Gatti (1996-2009)
- Vladímir Aixkenazi (1987-1994)
- André Previn (1985-1992)
- Walter Weller (1980-1985)
- Antal Doráti (1975-1978)
- Rudolf Kempe (1962-1975)
- Thomas Beecham (1946-1961)